# Zahořany, Praha-západ
Zahořany là một làng thuộc huyện Praha-západ, vùng Středočeský, Cộng hòa Séc.